# Katona Ágnes (zongoraművész)
Katona Ágnes (Budapest, 1931. április 4. – Budapest, 2019. június 2.) zongoraművész.

## Élete
Budapesten született zenekedvelő családban. Édesanyja Kepes Erzsébet, édesapja Katona Rezső Rudolf orvos létére kiváló műkedvelő gordonkajátékos volt.
Gyermekkorától kezdve játszott szülei zongoráján, tizennégy évesen jelentkezett a Zeneművészeti Főiskolára, és fel is vették. Az 1945/46-es tanévben az akadémiai zongora szakon tanult, a következő évben önként ismétlőként elvégezte ugyanezt a stúdiumot. Ebbenaz időben Böszörményi-Nagy Béla növendéke volt. Az 1947/48 tanévben a szabadiskolai zongora szakon tanult. 1948/49 és 1950/51 években művészképző szakra járt, ahol Ambrózy Béla volt a tanára. Kamarazenét Weiner Leónál tanult. A zongoraművészi oklevelet az 1951/52 tanévben szerezte meg. Zeneakadémiai tanulmányaira így emlékezett:
Sokan és sokat írtak már Weiner Leó legendás kamarazenei óráiról, ahol igen magas igényt támasztott velünk, növendékeivel szemben.
[...]
Jómagam két kiváló hegedűpartnerrel három éven át hetenként jártam a Tanár Úrhoz. Emellett félévig magánórákat is vettem tőle. Ő elnökölt a „Robitsek” emlékversenyen, ahol második díjat nyertem.
[...]
A mai napig az Ő tanításaiból élek, amikor zongorához ülök. (Természetesen Ambrózy Béla főtanszak-tanárom lényeglátó, művészi pedagógiai hatása mellett.)
1956-tól volt az Országos Filharmónia szólistája. A diploma megszerzése elvégzése után már önállóan hangversenyezett a Zeneakadémián, Mozart D-dúr zongoraversenye.
Ettől kezdve hangversenyezett, előadásai a rádióban is elhangzottak. A kor jellegzetességeként elsősorban az ú.n. szocialista országokba jutott el, nyugatra csak később, például Olaszországba a Római Magyar Akadémián; Milánóban és Bécsben.
Hanglemezfelvételei a hatvanas-hetvenes években készültek. Szólistaként leginkább Liszt és Chopin műveit játszotta, de játszott nagyzenekarral is.
Művésztársai közül Gyarmati Vera említhető, zongora-hegedű szonátákat adtak elő. Dévai Tiborral alkotta a Magyar zongorakettőst.

## Hanglemezei
Lemezei a Hungaroton repertoárjában szerepelnek.

### CD-n megjelent felvétele
- Wolfgang Amadeus Mozart: 11., A-dúr zongoraszonáta KV 331 + D-dúr rondó KV 485 + c-moll fantázia KV 475; Ludwig van Beethoven: 32 variáció WoO 80 (1965) HRC 1033 (1999)

### LP-k
- Liszt Ferenc: II. és XII. magyar rapszódia
- Liszt Ferenc: Magyar fantázia zongorára és zenekarra
- Wolfgang Amadeus Mozart: A-dúr szonáta KV 331. Alla turca. Allegretto
- Fréderic Chopin: Four nocturnes. Consolations 1,-6.
- Mozart, Leclair, Ysaye, Brahms, Ravel, Scubert (Gyarmati Vera és Katona Ágnes)
- Pianists. Fifty years of Hungaroton. (Mozart: Sonata in A-major. KV. 331)

Katona Ágnes (zongoraművész) a Discogson